# Godło Demokratycznej Republiki Konga

Godło Demokratycznej Republiki Konga było od 1997 kilka razy zmieniane. Aktualne, obowiązujące od 2006, zawiera głowę lamparta, otoczoną przez ciosy słonia po lewej stronie i włócznię po prawej stronie. Na dole jest widoczny zwój z mottem państwa: "Justice, Paix, Travail" (fr. "Sprawiedliwość, Pokój, Praca").
Godło obowiązujące w latach 2003-2006 zawiera trzy splecione dłonie otoczone kukurydzą. Na górze widoczna jest głowa lwa, a na dole zwój z dewizą: "Démocratie, Justice, Unité" (fr. "Demokracja, Sprawiedliwość, Jedność").
Herb obowiązujący w latach 1999-2003 zawierał niebieską tarczę, w środku której znajdowała się żółta gwiazda. Nad nią znajdowało się sześć małych, żółtych gwiazd. 
Wcześniejsze godła, Zairu oraz obowiązujące w latach 1997-1999, także zawierały głowę lamparta, ale o innym rysunku. Dodatkowymi elementami były dwie skrzyżowane włócznie, kieł oraz gałąź laurowa. Godło Zairu również posiadało obecne motto państwa.

Królestwo Kongo ok. 1528–1541
Wolne Państwo Kongo 1885–1908
Kongo Belgijskie 1908–1960
Godło Zairu w latach 1971–1997
Godło 1997–1999
Herb 1999–2003
Godło 2003–2006
Godło od 2006